# Alexander Agejewitsch Abaza

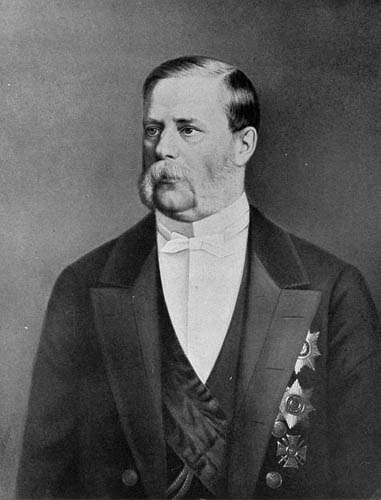
Alexander Agejewitsch Abaza

Alexander Agejewitsch Abaza (russisch Алекса́ндр Аге́евич Абаза́; * 24. Julijul. / 5. August 1821greg. in Borowno, Gouvernement Twer, Russisches Kaiserreich; † 24. Januar 1895 in Nizza) war ein Staatsbeamter und Politiker im Russischen Kaiserreich, der unter anderem Mitglied des Staatsrates, zwischen 1871 und 1874 Staatlicher Kontrolleur sowie von 1880 bis 1881 Finanzminister war. 1876 wurde er zudem Ehrenmitglied der Russischen Akademie der Wissenschaften.

## Leben
Alexander Agejewitsch Abaza, der aus einer Adelsfamilie stammte, begann ein Studium der Rechtswissenschaften an der Universität Sankt Petersburg und schloss dieses 1839 ab. Danach trat er in das Kaiserliche Husarenregiment der Leibgarde und nahm während des von 1817 bis 1864 dauernden Kaukasuskrieges 1843 an Kämpfen in Kaukasien teil und wurde für seine dortigen Verdienste mit dem Orden des Heiligen Wladimir Vierter Klasse ausgezeichnet. Nach seinem Ausscheiden als Major aus dem aktiven Militärdienst 1847 war er in der Privatwirtschaft tätig, Besitzer einer großen Zuckerfabrik in der Gouvernement Kiew und wurde 1857 Vorstandsmitglied der Hauptgesellschaft der Russischen Eisenbahnen und zuständig für die Angelegenheiten mehrerer Privatbahnen. 1857 trat er in den Dienst von Großfürstin Elena Pawlowna und wurde 1867 Kammerherr ihres Hofes. Er gehörte zu den „liberalen Bürokraten“, den Unterstützern der Großen Reformen der 1860er und 1870er Jahre, und wurde 1863 Mitglied des Rates der staatlichen Kreditinstitute, 1865 des Eisenbahnausschusses und der Kommission zur Revision des Steuer- und Gebührensystems und war zudem zwischen 1865 und 1868 Mitglied des Rates des Finanzministeriums. Für seine Verdienste erhielt er 1865 den Sankt-Stanislaus-Orden Erster Klasse sowie 1868 den Orden der Heiligen Anna Erster Klasse.
Abaza bekleidete vom 17. Februar 1871 bis zum 1. Januar 1874 das Amt des Staatskontrolleurs (Государственный контроль) und setzte den Kurs seines Vorgängers Walerian Alexejewitsch Tatarinow zur Umgestaltung des Finanzkontrollsystems fort. Seine Nachfolge als Staatskontrolleur trat am 1. Januar 1874 Samuel Alexejewitsch Greigh an. Zugleich wurde er 1871 Mitglied des Staatsrates (Государственный совет Российской империи) und erhielt 1872 auch den Orden des Heiligen Wladimir Zweiter Klasse. Er war des Weiteren als Wirklicher Geheimrat zwischen 1874 und 1880 Vorsitzender der Abteilung für Staatswirtschaft des Staatsrates, von 1874 bis 1893 Mitglied des Ministerkomitees sowie ferner zwischen 1876 und 1882 Mitglied des Hauptausschusses für die Gestaltung des ländlichen Raums. 1876 erfolgte seine Berufung zum Ehrenmitglied der Russischen Akademie der Wissenschaften. 1876 wurde er des Weiteren mit dem Kaiserlich-Königlichen Orden vom Weißen Adler sowie 1880 mit Orden des Heiligen Wladimir Erster Klasse geehrt.
Am 27. Oktober 1880 übernahm Alexander Abaza von Samuel Alexejewitsch Greigh das Amt als Finanzminister (Министр финансов) und war als solcher 1880 Initiator der Abschaffung der Salzsteuer. Als Befürworter einer protektionistischen Politik, hielt er an einer Erhöhung der Zölle fest, und begann damit, unrentable Privatbahnen in die Staatskasse einzubinden. Er unterstützte ferner das Projekt des Innenministers Michail Tarielowitsch Loris-Melikow, Vertreter der Semstwos in die Gesetzgebungsarbeit einzubeziehen. Er trat am 6. Mai 1881 aus Protest gegen das Manifest Zar Alexanders III. vom 29. April 1881 „Über die Unantastbarkeit der Autokratie“ zurück., woraufhin der bisherige stellvertretende Finanzminister Nikolai Bunge seine Nachfolge antrat.
Abaza, dem 1883 der Alexander-Newski-Orden verliehen wurde, war zwischen 1884 und 1892 erneut Vorsitzender der Abteilung für Staatswirtschaft des Staatsrates, der maßgeblich an der Entwicklung der Wirtschaftspolitik beteiligt war. Danach war er von 1892 bis 1893 Vorsitzender des Finanzausschusses und führte in den frühen 1890er Jahren unter Verwendung geheimer Informationen eine Umtauschoperation durch, um den Rubel abzuwerten, was breite Öffentlichkeit fand. Am 10. März 1893 wurde er von allen Ämtern entlassen, blieb aber Mitglied des Staatsrates. Nach seinem Tode am 24. Januar 1895 wurde er auf dem Tichwiner Friedhof in Sankt Petersburg bestattet. Sein Cousin Nikolai Sawitsch Abaza war Gouverneur des Gouvernement Cherson sowie des Gouvernement Rjasan.